# Forom des langues du monde
Le Forom des langues du monde se tient tous les ans depuis 1993 à Toulouse. Au cours d'une journée (le dernier dimanche de mai), se tient une exposition où une centaine de langues sont représentées, des démonstrations de danses et de musiques traditionnelles sont effectuées, et où ont lieu des conférences et des débats avec diverses personnalités invitées en relation avec le thème du Forom. Claude Sicre (chanteur des Fabulous Trobadors) en est l'un des animateurs principaux. Henri Meschonnic et Félix Castan sont deux des personnalités qui sont intervenues fréquemment sur le podium du Forom.
Remarque : Il faut bien lire et écrire Forom et non Forum. La manifestation s'est appelée Forum jusqu'en 1999, puis Forom. Ce choix d'une orthographe occitane est en phase avec l'esprit même de la manifestation.

## Histoire

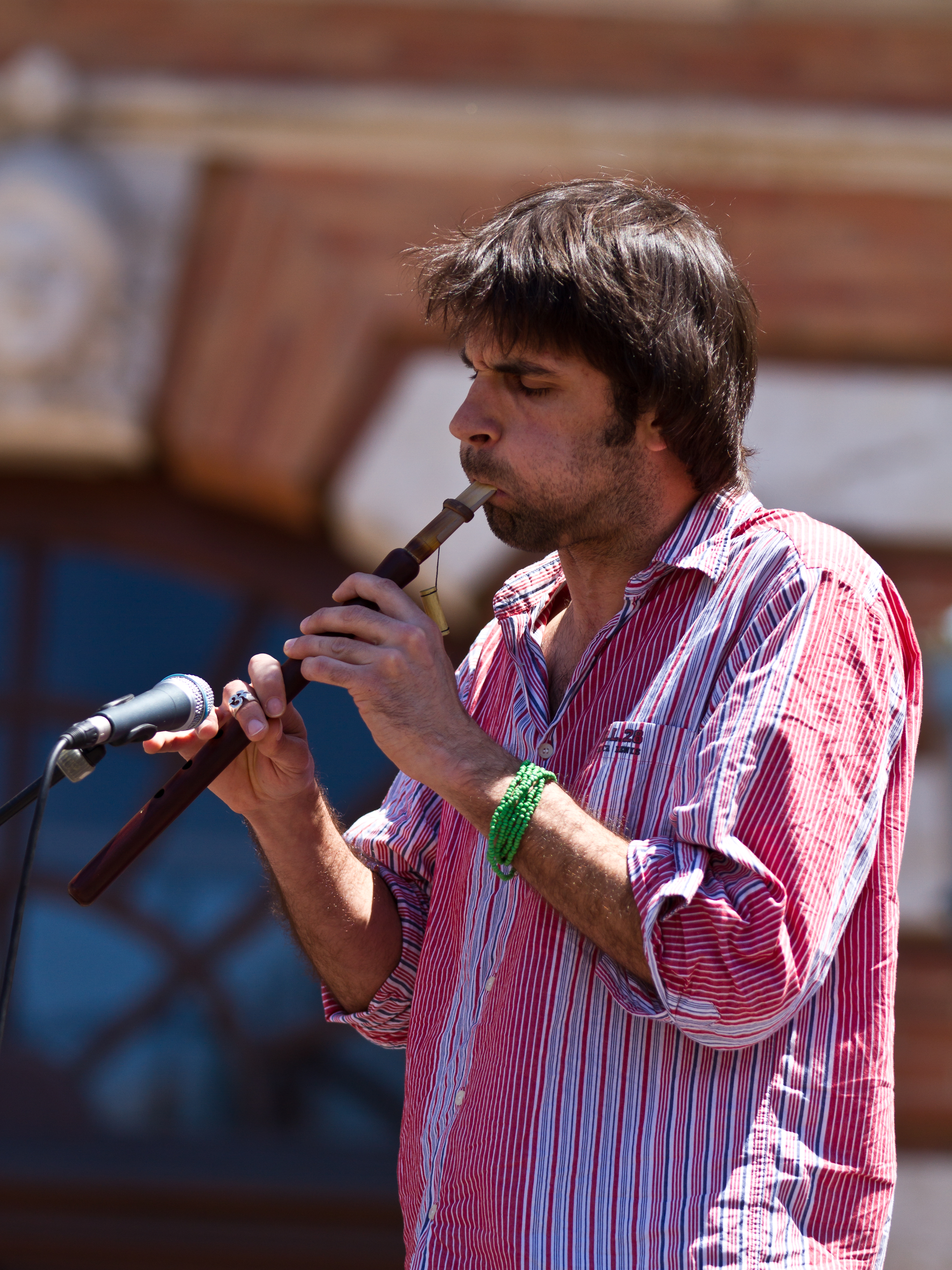
Démonstration de duduk par un participant arménien.

En 1984, à Barcelone, une assemblée de la Conferencia de Naciones Sin Estado de Europa Occidental (Conseil des nations sans État de l'Europe occidentale), à laquelle participait, à titre d'invité extérieur, l'Institut d'études occitanes (Bureau national, IEO Sector Musica, IEO-31...) proposa la création d'une défense et la promotion des langues dites « minorisées » de l'Europe, chaque aire linguistique devant fêter sa propre langue. À Toulouse, relevant l'intérêt d'une telle fête mais prenant à contre-pied sa stratégie, et s'appuyant sur les travaux et les réflexions théoriques de Félix Castan pour considérer que les « occitanistes » ne peuvent efficacement défendre leur propre langue qu'en défendant toutes les langues du monde, menacée ou déjà victimes de minorisation, occultation, disparition, l'IEO-Musica proposa à ses partenaires, et notamment à l'IEO-31, responsable principal de l'organisation de la fête, d'inviter d'autres langues à participer à la manifestation et d'élargir ses objectifs selon ce principe.
C'est en effet Félix Castan — le premier et longtemps le seul — qui établit : 
1. l'anti-narcissisme historique des peuples de langue d'oc (aucun mouvement pour la création d'un royaume ou d'un État propre),
2. la participation pionnière et de premier plan des écrivains occitans à l'idée d'une nation française contractuelle, non ethnique,
3. la logique anti-unitariste, donc culturellement pluraliste, de toute la littérature occitane, de l'époque post troubadouresque à aujourd'hui.

On comprend mieux, ce disant, en quoi le développement actuel de la manifestation Prima est inclus dans ses prémices. On ne doit pas sous-estimer la véritable révolution de perspectives qu'entraîna l'adhésion à l'IEO-31 à ces principes et le déroulement des fêtes qui s'ensuivirent, depuis 1987. Car non seulement la manifestation ainsi conçue prenait le contre-pied de toutes les manifestations organisées par des communautés linguistiques pour défendre leur propre langue, mais encore elle attaquait l'unitarisme de front en érigeant le pluralisme en principe fondateur.

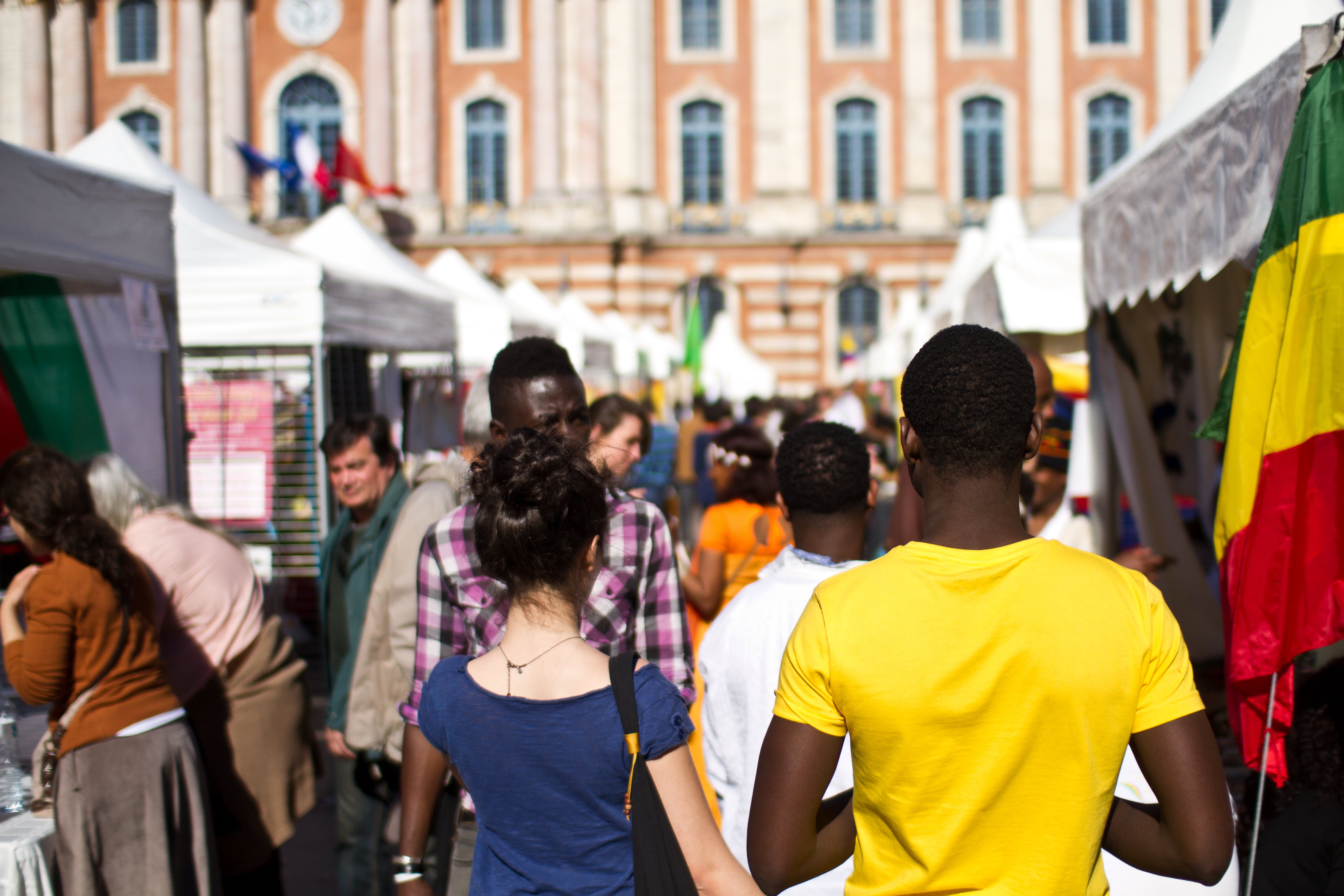
Public déambulant dans les allées du forom en 2013.

En 1993, tirant toutes les conséquences de cette stratégie et pour aller concrètement plus loin dans le pluriel, considérant que même les langues « les plus puissantes » aujourd'hui ne sont pas à l'abri de menaces et sont victimes de méconnaissances, le groupement organisateur décide transformer la Fête des langues en Prima de las Lengas (printemps des langues) et de promouvoir toutes les langues du monde, quels que soient leurs statuts. Cette Prima, et ses idées, se concentrent sur le Forum des Langues.
En 1995, voit l'arrivée d'une nouvelle formule. Le Forum s'installe pour une journée, le dimanche, autour de la croix occitane pavant la place du Capitole, avec des stands présentant chaque langue et culture, et des débats et conversations entre Félix Castan, Henri Meschonnic, et le public. Cette formule se poursuit depuis, avec l'ajout d'animations organisées sur une petite scène par les différentes associations prenant part au festival : musiques, danses, chants, ou démonstrations sportives. L'accès au forom et à toutes les manifestations est entièrement gratuit, dans l'esprit de convivialité et de partage avec le plus grand nombre voulu par les fondateurs.